# Kreuzjöchl (Ammergauer Alpen)
Das Kreuzjöchl ist ein 1900 m ü. A. hoher Gratgipfel in den Ammergauer Alpen in Tirol. Das Jöchl befindet sich im Südgrat des Westgipfels der Geierköpfe. In Gipfelnähe führt auch der
Normalweg zu diesem von der Zwerchenbergalpe vorbei.